# Оуті Масахіро
Оуті Масахіро (*大内政弘, 18 вересня 1446 — 6 жовтня 1495) — середньовічний японський військовий та політичний діяч періоду Муроматі, даймьо.

## Життєпис
Походив з самурайського роду Оуті. Єдиний син Оуті Норіхіро, власника частини провінції Суо. Його матір'ю була донька могутнього феодала Ямана Мотітойо. Народився Масахіро 1446 року. Замолоду долучився до військових походів батька.
У вересні 1465 роки після смерті свого батька успадкував володіння в провінції Суо і став новим головою роду Оуті. Того ж року продовжив боротьбу за військами сьогунату, яким в провінції Ійо завдав поразки. 1466 року отримав прощення від сьогуна Асікаґа Йосімаси.
У 1467 році Масахіро долучив ся до боротьби за владу з іншими даймьо (відома як Війні років Онін). На чолі 20-тисячного війська він прибув до Кіото, де приєднався до західної коаліції під проводом свого діда Ямана Мотітойо. На боці останнього Масахіро брав участь в численних боях проти східної коаліції, якою керував канрей Хосокава Кацумото. Водночас йому вдалося відбити напади на родинні володіння військ кланів Отомо з Кюсю та Сьоні. Також придушив заколот свого стрийка Оуті Норіюкі.
Оуті Масахіро при земельних суперечках відбирав землю у васалів і ставив їх під жорсткий контроль. Крім того, він організував аналог системи санкін-котай (заручництва). Також став видавати власні закони, наслідуючи іншим даймьо.
У 1473 році після смерті Ямана Мотітойо, Оути Масахіро (очолив західну коаліцію) відмовився скласти зброю, поки не буде вирішено питання про наступника сьогуна Асікаґа Йосімаса. У тому ж році сьогун Йосімаса відмовився від влади на користь свого сина Асікаґа Йосіхіса. У 1475 році, коли більшість даймьо визнало владу нового сьогуна, Оуті Масахіро також підкорився і залишив Кіото. Перед своїм від'їздом Масахіро знищив сьогунський палац Нідзьо в столиці, звинувачуючи в цьому своїх асігару. Втім бої ще тривали до 1477 року, коли Масахіро завдав поразки в рідній провінції даймьо Сьоні Морійорі. Саме тоді
Він перебрався до резиденцію Ямагуті. Масахіро продовжив традицію попередників, розвиваючи й прикаршаючи свою столицю. Він запросив до себе багатьох відомих художників, зокрема Сессю, що прибув до Ямагуті 1486 року. За життя Масахіро Ямагуті пережив найбільший розквіт, його навіть стали називати західною столицею, порівнюючи з Кіото.
1481 року Масахіро було призначено сюго провінцій Івамі, а потім Акі. Водночас продовжив політику, перетворюючи у васалів (гоенінів) все більшу кількість землевласників, багато з яких були особистими васалами роду Асікаґа. 1487 року домігся посмертного обожнювання свого батька. Разом з цим зміцнив торгівельні стосунки з Кореєю, Рюкю і Китаєм.
У 1490-х роках за розпорядженням Масахіро було складено першу редакцію збірки законів дому Оуті — «Окуті-сі окітеґакі». Восени 1494 року через хворобу Оуті Масахіро відмовився від влади на користь свого старшого сина Йосіокі. У жовтні 1495 року Оути Масахіро помер.